# 赤的衝擊
赤的衝擊（赤い衝撃、中國大陸譯為紅的衝擊）是TBS系列於1976年11月5日～1977年5月27日播放的電視連續劇，共29集。紅色系列的第4部作品。 

## 故事
被日本田徑界寄予厚望的選手・大山友子對刑警新田秀夫懷有愛意。但在秀夫逮捕犯人之際被子彈擊中半身不遂。另一方面，同為警察的秀夫之父雄作對友子的義父・企業家大山豪介過去犯下的種種惡行展開調查…。

## 詳細
在「紅色系列」中為山口百惠首次領銜主演的電視劇。此前一直擔任主演的宇津井健首次出演次要角色（第一集和後半部分擔任特別出演），首映時最高收視率為32.6%。該劇和「血疑」一樣得到了日本航空的全力協助，曾在當時日航國內航點阿蘇、沖繩等地取景。在片中也出現了山口百惠飾演的角色在機內病倒，需要緊急搶救的情形。在那一幕中，江崎（宇津井健飾）判定飛機着陸將引發友子死亡，原定在大阪國際機場緊急降落的飛機又再次飛起。機長表示為了其他乘客的安全在燃料燃盡前必須着陸，這之前的30分鐘就在羽田機場上空盤旋。期間同乘飛機的豐在身處羽田機場控制中心的江崎的指示下於飛機燃料用盡的30分鐘內把刺入友子背中神經的螺絲成功地取了出來。

## 演員表
- 大山友子：山口百惠
- 新田秀夫：三浦友和
- 大山豪介：中條靜夫
- 大山鈴代：草笛光子
- 大山豐：中島久之
- 大山政子：原知佐子
- 警視廳捜査二課長・水谷刑事（新田的上司）：名古屋章
- 矢野次郎：谷隼人
- 鈴代之父・神田兵吉：大坂志郎
- 新田之妻・文子：南田洋子
- 大山的秘書・北川：長門裕之
- 新田雄作：田村高廣
- 腦外科醫・江崎ナツキ：宇津井健（特別出演）
- 旁白：中江真司

## 主題曲
- 山口百惠

## 赤的衝擊重拍版
原計劃為堀製作創立45周年和記念山口百惠引退25周年的「傳說的紅色系列Remake」的第三作，主演預定為深田恭子。但因前两部重拍作品（石原聰美的《赤的疑惑》以及綾瀨遙的《赤的命運》)的收視率低下，改成了題為《紅色奇蹟》的新作。